# Antonio Rubino (missionnaire)
Pour les articles homonymes, voir Rubino (homonymie).
Antonio Rubino, né en 1er mars 1578 à Strambino et mort en 25 mars 1643 à Nagasaki, est un missionnaire en Inde puis en Chine.